# پارک ورزشی بنجامین
پارک ورزشی بنجامین (به لاتین: Benjamin's Park) یک ورزشگاه در دومینیکا است که در پورتسموث، دومینیکا واقع شده‌است.